# Прекрасна Анжеліка
Прекрасна Анжеліка (фр. Merveilleuse Angélique) — французький історико-романтичний фільм. Фільм — екранізація другої книги «Шлях у Версаль» із серії романів про Анжеліку авторами якої є Анн та Серж Голон.

## Сюжет фільму
Після страти чоловіка Жоффрея Анжеліка живе у лігві розбійників і змушена бути коханкою свого друга дитинства Ніколя, який тепер носить прізвисько Каламбреден. 
 Анжеліці важко змиритися із тим, що вона «маркіза» злодіїв і вона хоче почати нове життя. Також вона сумує за дітьми, які живуть з її служницею Барбою. За життям Анжеліки спостерігає її давній друг та колишній адвокат Франсуа Дегре. Він став поліцейським.

Ніколя вступає в сутичку з циганами і їх вожаком Родогоном. В одній із них Ніколя, прикриваючи Анжеліку, помирає. Анжеліка починає працювати у трактирі Боржа. Її спритність дозволяє перетворити трактир у популярне місце під назвою «Червона маска». Вона воз'єднюється зі своїми маленькими синами. Ставши багатою, Анжеліка отримує патент на виготовлення шоколаду. Тепер вона багата і успішна. Однак її все ще не приймає у своїх колах знать. Після смерті Жоффрея Анжеліка позбавлена титулу і всього свого майна. 
 Одного разу аристократи у стані алкогольного сп'яніння вчиняють розбій у «Червоній масці». Під час сутички брат короля вбиває хлопчика, що служить в трактирі. Анжеліка та її друг Дегре стають свідками цих подій. Аристократи підпалюють заклад і йдуть.
 Анжеліка знайомиться з поетом Клодом Ле Пті. Згодом вона підбурює його до написання панфлетів. Кожного дня розкривається ім'я одного із розбійників-аристократів. Король Людовік XIV дізнається, що всі люди належать до близького оточення його брата Філіппа Орлеанського. Королю невигідне розповсюдження інформації, тому він наказує заарештувати поета. Дегре попереджає Анжеліку про небезпеку. Розуміючи, що Анжеліка кохає Жоффрея, поет свідомо вирішує потрапити до рук поліції, щоб захистити її від гніву короля.

Анжеліка вступає у відносини зі своїм кузеном Філіппом дю Плессі-Белльєром. Вона викуповує його маєток та хоче за нього заміж. Однак гордий Філіпп відмовляє їй. Він дізнається про те, що банда Конде збирається вбити Анжеліку через давню історію із отрутою для короля. Філіпп говорить, що вирішить це питання сам. В обмін на отруту, Анжеліка вимагає від Філіппа одружитись з нею, тільки так вона зможе повернутися до свого високого становища. Однак, розуміючи, що Філіпп не любить її, відмовляється від весілля і віддає отруту. Філіпп знищує отруту в озері. 
 Анжеліка отримує запрошення до Версалю. Спочатку вона вагається, але потім вирішує поїхати. Там вона зустрічає Філіппа. Він представляє її королю як свою наречену і просить дозволу одружитись з нею. Людовік XIV впізнає Анжеліку, але робить вигляд, що бачить її вперше і все-таки благословляє шлюб.

## У ролях
- Мішель Мерсьє — Анжеліка Сансе де Монтелу
- Джуліано Джемма — Ніколя-Каламбреден
- Жан-Луї Трентіньян — Клод Ле Пті
- Клод Жиро — Філіпп дю Плессі-Белльєр
- Жан Рошфор — Франсуа Дегре
- Жак Тожа — король Людовік XIV
- Ноель Роквер — метр Боржу, трактирник
- Деніз Прованс — Барба, годувальниця дітей Анжеліки
- Робер Порт — Месьє (Філіпп I  Орлеанський), брат короля
- Роберт Гоффман — шевальє де Лоррен
- Філіпп Лемер — маркіз де Вард
- Франсуа Местр— принц де Конде
- Клер Мор'є— Нінон де Ланкло
- Роберто— Баркароль
- Шарль Реньє — Конан Беше
- Жак Іллен — Молін
- Джіно Мартурано — Родогон
- Розальба Нері — Ла Поллак
- Міхаель Мюнцер — «красунчик»
- Домінік Віріо — Ліно
- Патрік Леметр — Фліпо
- Елізабет Ерсі — Розіна
- Ернст Шрьодер — капітан де Шателе
- Малка Рібовска — маркіза де Бренвільє

## Кастинг
Джуліано Джемма, який зіграв Ніколя в юності працював пожежником в Римі. 

З актором Жаком Тожа, що виконав роль короля Людовіка, Мішель Мерсьє пов'язувала дружба. Актриса зізнавалася, що Жак Тожа був одним з її найкращих друзів. Мішель казала, що Жак був одним з небагатьох людей, що надавав їй підтримку в важкі життєві моменти.